# Mechteld ten Ham

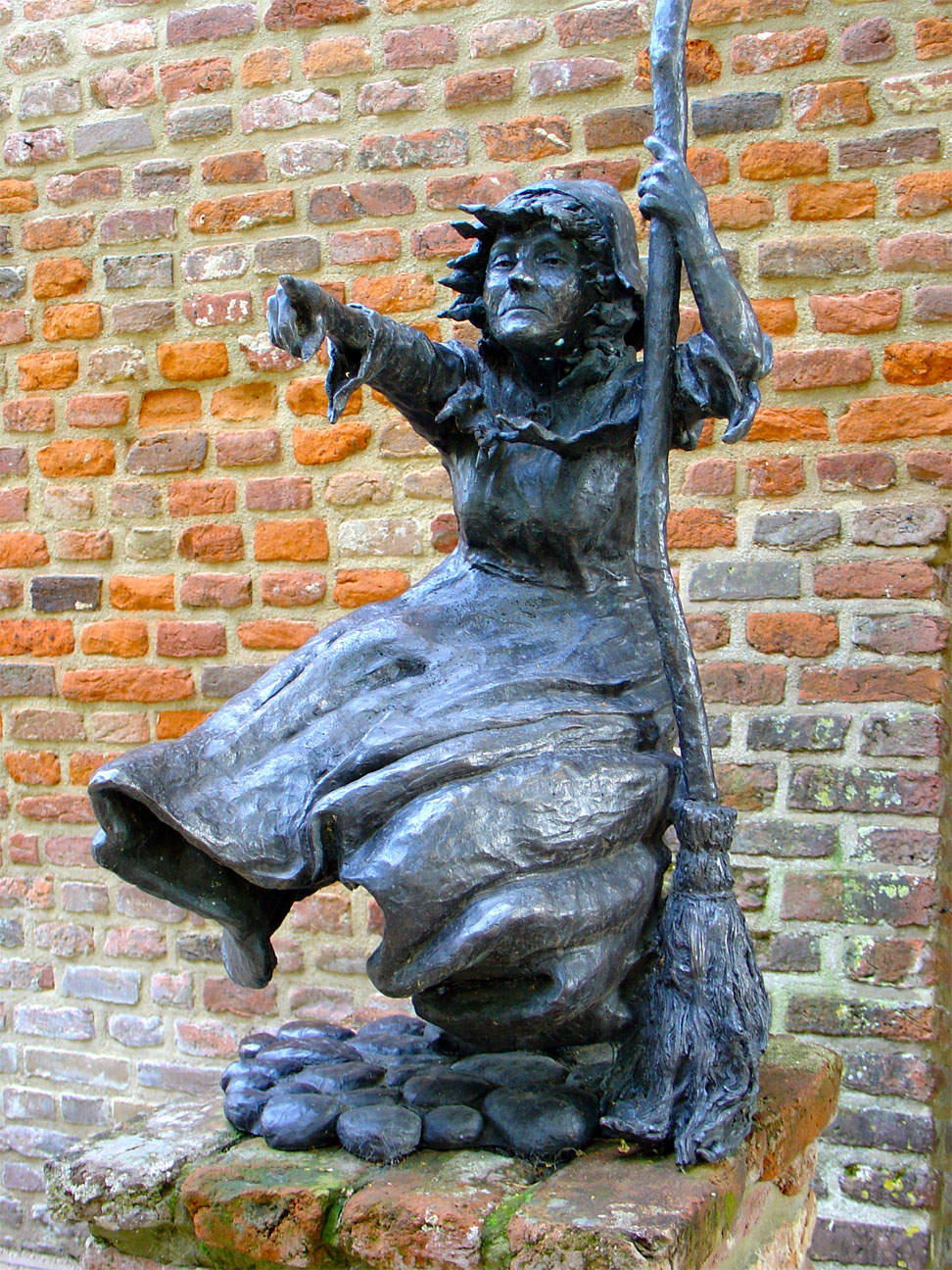
De heks van 's-Heerenberg (Mechteld ten Ham) door Patrick Beverloo

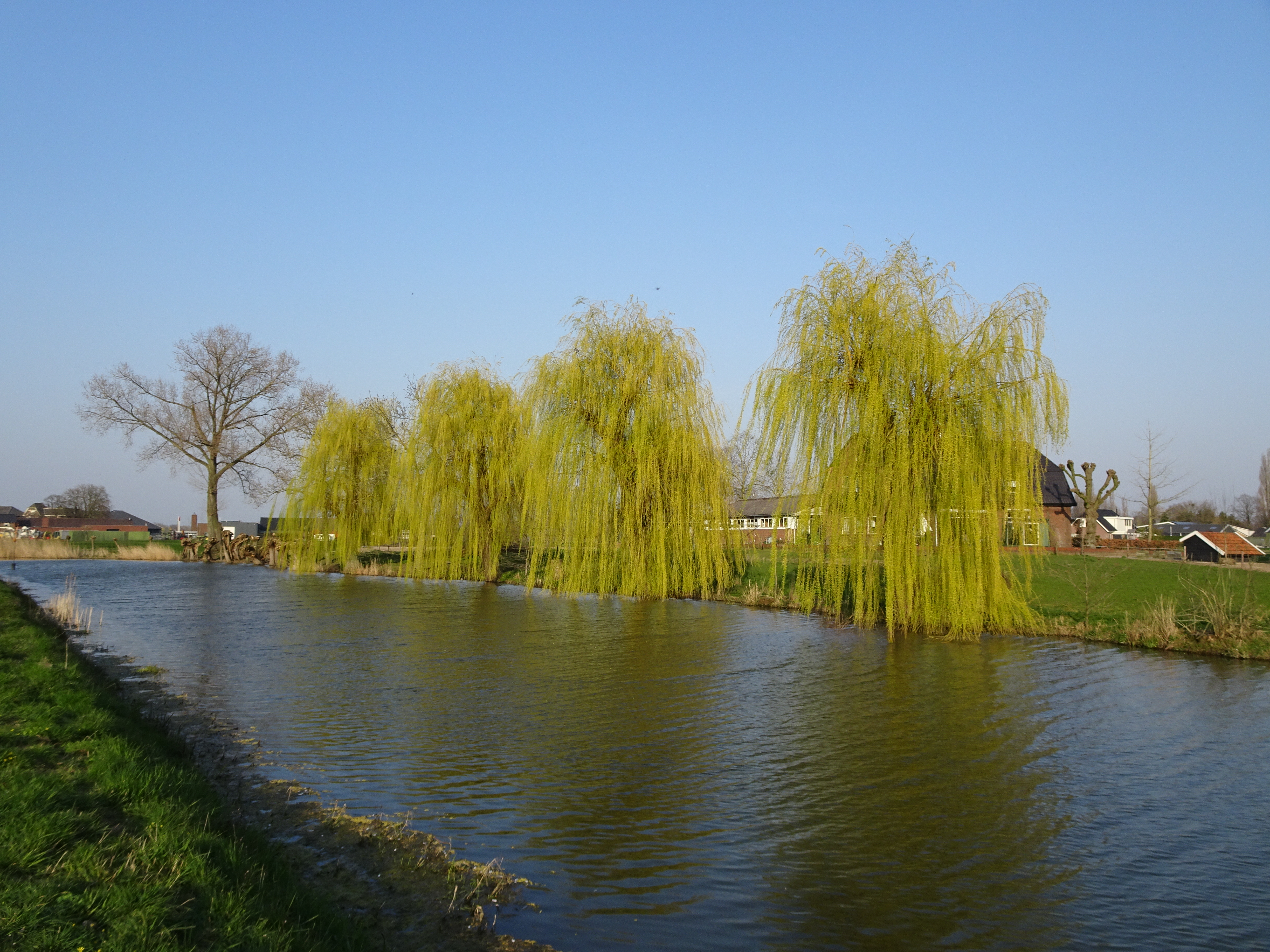
Azewijn, de Laak

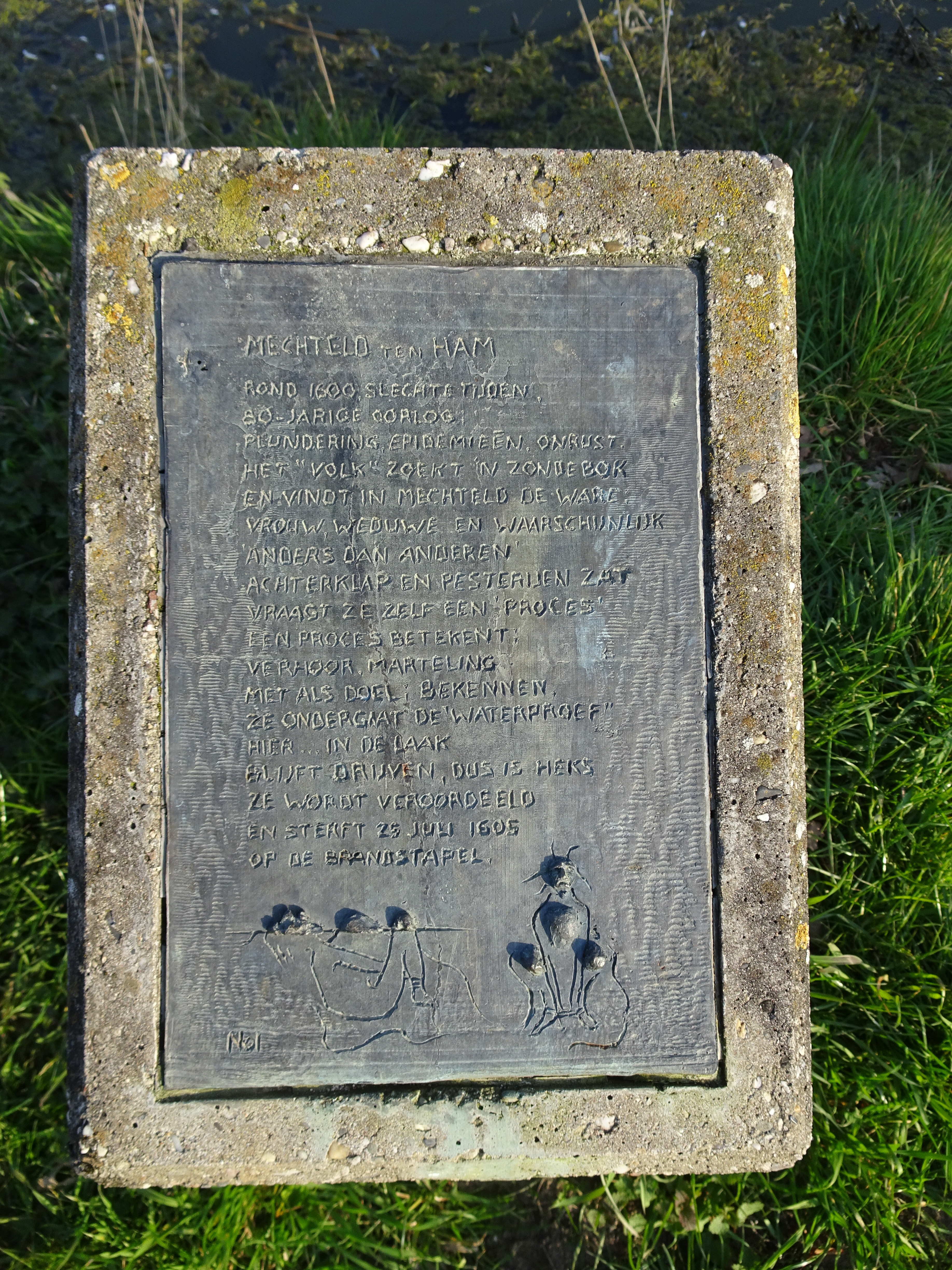
Plaquette bij de Laak

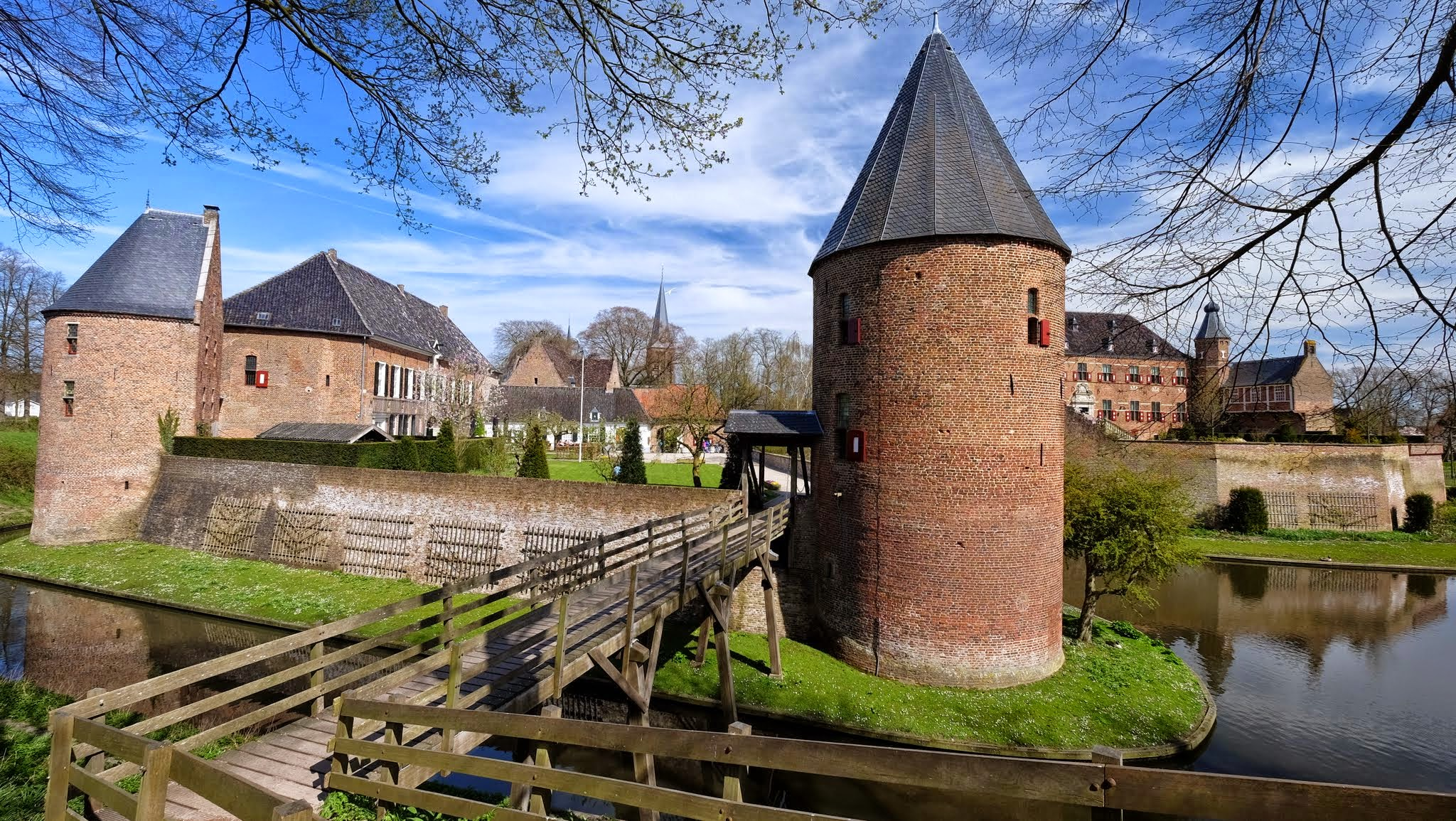
Gevangenistoren van Huis Bergh

Mechteld ten Ham (overleden 25 juli 1605) was een vrouw die in het begin van de 17e eeuw leefde in de stad 's-Heerenberg. Ze werd bekend omdat ze, op beschuldiging van hekserij, werd veroordeeld. Ze werd op de brandstapel verbrand. 

## De vervolging van Mechteld ten Ham

### Oorlog
In de Tachtigjarige Oorlog had 's-Heerenberg erg te lijden onder afwisselend de Spaanse en de Staatse troepen. De plaats werd verschillende malen geplunderd. Het was ook de tijd van de pest, die zorgde voor veel slachtoffers. Ook heksenvervolging kwam in deze periode nog voor.
Mechteld ten Ham leefde in deze onrustige tijd een teruggetrokken bestaan. Ze stond bekend om haar uitspraken over de toekomst en de gezondheid van personen in haar omgeving. Mensen die daarin geloofden, zeiden dat ze het boze oog bezat. 

### Hekserij
Mechteld was wanhopig geworden omdat ze beschuldigd werd van hekserij. Vermeende heksen werden in die tijd gezien als oorzaak van veel ellende en onheil. Om zich te zuiveren van alle blaam verzocht ze de Berghse magistraten om een gerechtelijke uitspraak. Ze was ervan overtuigd dat dan bewezen zou worden dat ze geen heks was. De beschuldigingen zou ze bij een eerlijk proces kunnen weerleggen. Ze hoopte ook op de steun van de graaf en de magistraten.
Standvastig bleef Mechteld verzoeken om een proces, hoewel sommige bestuurders haar adviseerden het niet zover te laten komen. Het proces kwam ten slotte op gang, met noodlottige afloop.

### Weeg- en waterproeven
De raad van goed bedoelende medeburgers om naar het plaatsje Oudewater in Holland te gaan volgde ze om onbekende redenen niet op. Uit heel Europa gingen mensen die van hekserij waren beschuldigd daarnaartoe, om zich op de heksenwaag te laten wegen. Na controle of men geen gewichten aan het lichaam had gehangen werd men gewogen. Indien de weegschaal uitsloeg, hetgeen natuurlijk altijd gebeurde, stelde men vast dat de gewogen persoon geen heks kon zijn. Een heks kon immers vliegen en woog daarom niets. Met een officieel weegcertificaat werd een en ander door de autoriteiten bevestigd. Mechteld zou gedurende het proces wel worden onderworpen aan de waterproef. Een heks weegt niets en blijft drijven. Bij zinken was het bewijs geleverd dat men geen heks was. Soms was de beschuldigde dan wel verdronken.

### Proces
Mechteld sloeg ook het advies in de wind om 's-Heerenberg te verlaten en zich elders in het gebied van de graaf van Bergh te vestigen. Ze eiste een proces. Door haar aandringen moesten de autoriteiten het proces wel doorgang laten vinden. Er waren geen officiële klachten van toverij bij hen binnengekomen en ze zouden het zeker niet nodig gevonden hebben om op de bestaande geruchten te reageren. De mening van de opgeroepen getuigen stond voor de aanvang van de rechtszaak echter al vast. Mechteld was een heks. Zij had mens en dier betoverd waardoor die ziek waren geworden en uiteindelijk waren overleden. Door haar toverkunsten liepen huwelijken op de klippen en gewassen en oogsten werden vernietigd. Slechts een dappere enkeling durfde het tegendeel te beweren. 
De rechtbank kon na de uitspraken van de getuigen, niets anders doen dan wat gebruikelijk was in die tijd. En dat was proberen de beschuldigde met alle ten dienste staande middelen tot een bekentenis te dwingen. Mechteld, die steeds alle aantijgingen weersprak, werd opgesloten in de gevangenis onder de toren van het kasteel. Daar zou zij door de beul onderhanden worden genomen. Met zijn martelwerktuigen moest hij haar tot een bekentenis dwingen.

### Godsoordeel
Het gerecht had besloten dat zij eerst nog een Godsoordeel mocht ondergaan in de vorm van de waterproef. Op een boerenkar werd Mechteld vanuit 's-Heerenberg naar het dorpje Azewijn gereden, waar zij in De Laak werd geworpen. Zij bleef drijven, waarmee bewezen was dat men met een heks te maken had. De martelingen die daarna volgden braken haar wil volledig. Ze gaf alles toe wat men maar van haar wilde horen. De rechtbank kon haar toen zonder verdere morele bedenkingen tot de brandstapel veroordelen. Onder toeziend oog van de burgerij, de gerechtsdienaren en andere belangstellenden ontstak de beul op 25 juli 1605 de brandstapel waarop Mechteld ten Ham aan een paal stond vastgebonden. In ongeveer drie maanden had het gehele drama zich voltrokken.